# Feröeri csónak

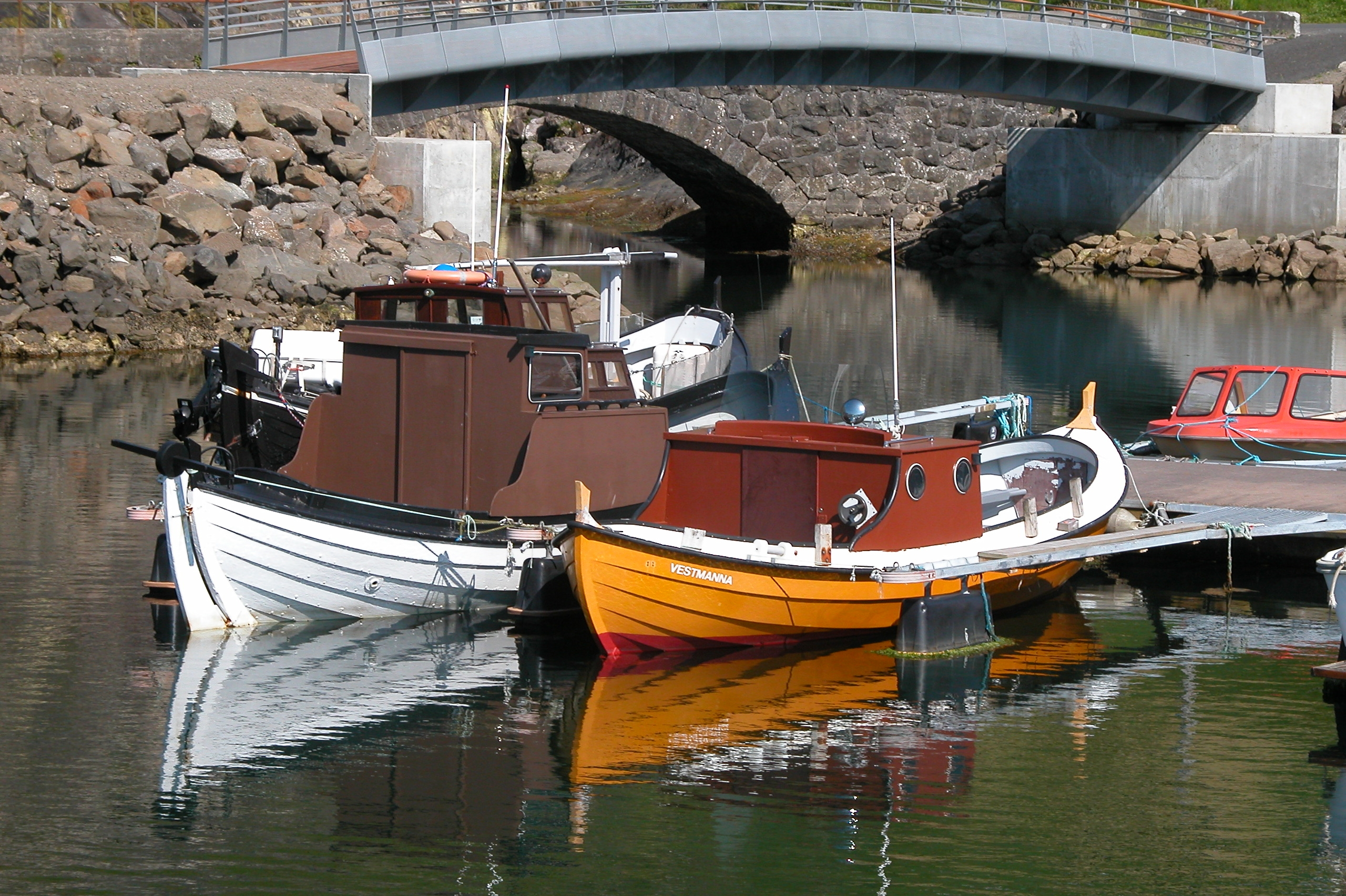
Feröeri csónakok Vestmanna partjainál

A feröeri csónak (feröeriül: føroyskur bátur) egy speciális csónaktípus, amely ebben a formában csak Feröeren létezik. A viking hajók közvetlen leszármazottja. A feröeriek eredetileg Norvégiából hoztak hajókat, majd később maguk is építettek uszadékfából és importált faanyagból.
Sokáig csak ezeket a karcsú és könnyű felépítésű csónakokat építették Feröeren: az 1804-ben Nólsoyar Páll által épített Royndin Fríða volt az első, nyílt tengeren is használható vitorlás, ami a szigeteken készült. Ennek az oka a kereskedelmi monopóliumban keresendő, ami eleve kizárta azt, hogy a mindenkori monopoltársaságon kívül másnak is legyenek kereskedelmi hajói.
A feröeri csónakokat ma jellemzően motor hajtja, de a hagyományos evezős versenyeknek is fontos szereplője.

## Fordítás
Ez a szócikk részben vagy egészben  a   Färöboot című német Wikipédia-szócikk ezen változatának fordításán alapul.  Az eredeti cikk szerkesztőit annak laptörténete sorolja fel. Ez a jelzés csupán a megfogalmazás eredetét és a szerzői jogokat jelzi, nem szolgál a cikkben szereplő információk forrásmegjelöléseként.

## Külső hivatkozások
- Neystid evezősklub, Ishøj, Dánia (dán)
- Tórshavni evezősklub (feröeri)
- Klaksvíki evezősklub (feröeri)